# スパイダーカム

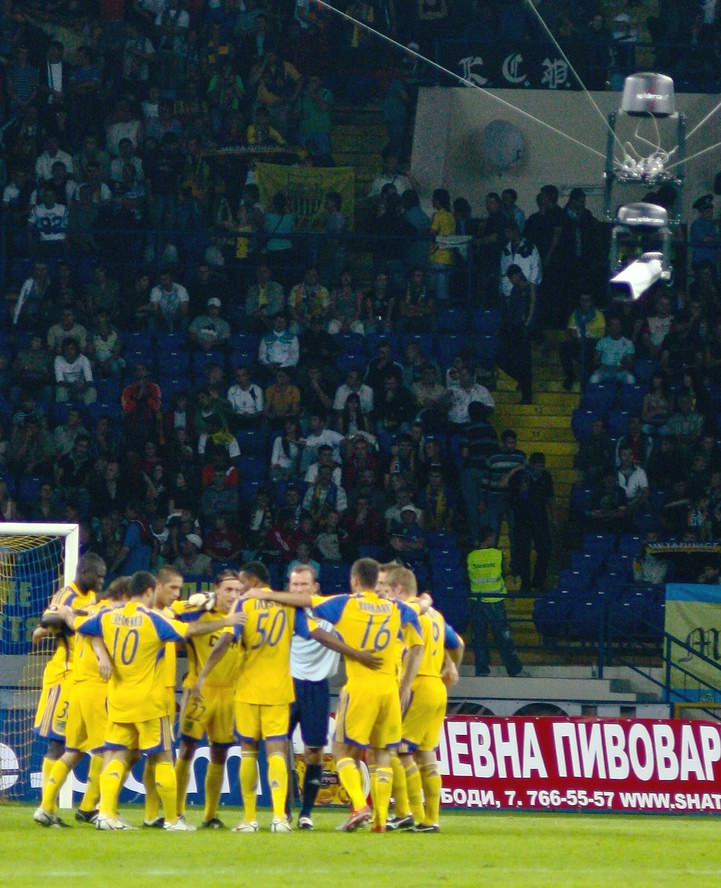
サッカーでの試合での使用例（右上がスパイダーカム）

スパイダーカム（Spidercam）は2000年にドイツのCCSytems社が開発した空中特殊撮影機材である。1984年にアメリカで開発されたスカイカムと同様。スパイダーカムはSPIDERCAM GmbHの商標である。

## 概要
スパイダーカムは4つのケーブルから左右上下を撮影技師が操縦することで、平面だけではなく空間的な映像を提供でき、臨場感のある迫力ある映像を映し出すことが可能となっている。映画では『スパイダーマン』や『バイオハザード』『トロイ』など、スポーツの大会ではオリンピック、FIFAワールドカップなどのサッカーの世界競技、ラグビーワールドカップ、全豪オープン、全仏オープン、全米オープン、IPL、音楽イベントではユーロビジョン・ソング・コンテストなどで使われている。

## 事故
2012年に開催されたチャンピオンズリーグ・トゥエンティ20のグループB「ムンバイ・インディアンズ対シドニー・シクサーズ」の試合中、Dinesh Karthikが打った球がスパイダーカムに激突。スパイダーカムは損傷したが試合は続行となった。
また2014-15シーズンのインド対オーストラリアのテストシリーズでも同様の事故が発生。スティーブ・スミスがキャッチしたところにスパイダーカムのケーブルが引っかかった。